# Czabachy (rejon kamieniecki)
Czabachy (biał. Чабахі, Czabachi) – wieś na Białorusi, w rejonie kamienieckim obwodu brzeskiego. Miejscowość wchodzi w skład sielsowietu Rzeczyca.
W 1899 roku miejscowość należała do prawosławnej parafii pw. Szymona Słupnika w Kamieńcu.